# Prădaiș, Bacău
Prădaiș este un sat în comuna Huruiești din județul Bacău, Moldova, România.